# Pierre Regonesi
Pierre Giorgio Regonesi (Osio Sotto, 22 febbraio 1979) è un calciatore italiano, terzino sinistro del Badalasco.

## Biografia
Suo figlio Iacopo, nato nel 2004, è anch'egli un calciatore.

## Caratteristiche tecniche
È un terzino sinistro naturale mancino.

## Carriera

### Club
Ha esordito in Serie A con l'Atalanta il 1º giugno 1997 in Reggiana-Atalanta (0-3). Con i bergamaschi milita per diversi anni e alla quale tornerà dopo una breve parentesi nelle file dell'Empoli in serie B (dove realizzerà le prime reti della sua carriera professionistica), per poi trasferirsi al servizio dell'altra formazione bergamasca, l'AlbinoLeffe.
Qui contribuisce alla storica stagione della promozione dalla Serie C1 alla Serie B.
Nella stagione 2006-2007 viene acquistato in comproprietà dal Rimini con cui tenta a rincorsa ai play-off promozione che non verranno disputati per la promozione diretta delle prime tre classificate. Alla prima stagione non riesce a segnare, cosa che gli era sempre riuscita nelle precedenti cinque stagioni. Nella seconda partita di campionato del torneo cadetto 2007-2008, gara casalinga contro il Bari, segna al 91º la sua prima rete con la maglia del Rimini. Al ritorno, allo stadio San Nicola, firmerà il successo riminese su punizione segnando il suo personale secondo gol in campionato. In totale sono 25 le gare giocate da Regonesi in una stagione che si conclude con la retrocessione del Rimini in Prima Divisione. Rimane con i romagnoli anche per la stagione 2009-2010. Raggiunge con la sua squadra il quarto posto in campionato perdendo gli spareggi play-off contro il Verona: il suo score personale è di 27 presenze con un gol all'attivo. A fine stagione resta svincolato a causa della mancata iscrizione del Rimini ai campionati.
Il 5 agosto 2010 ritorna firma un contratto triennale con l'AlbinoLeffe tornando così a giocare per la squadra bergamasca dopo quattro anni.
Dopo quattro campionati, due di serie B ed altrettanti di Prima Divisione, nell'estate 2014 si svincola dalla società seriana. Nel successivo mese di settembre si accasa presso il MapelloBonate, formazione bergamasca di serie D. Al termine della stagione viene tesserato dal Casazza, società militante in Promozione.
Dopo tre stagioni, il 13 giugno 2018 lascia il Casazza per approdare all'Asperiam, neopromosso in Prima Categoria.
Nell'ottobre 2019 passa al Badalasco, militante in Seconda Categoria.

### Nazionale
Ha giocato per tutte le selezioni italiane giovanili fino alla nazionale Under 20, collezionando 31 presenze e totalizzando 3 reti.

## Statistiche

### Presenze e reti nei club
Statistiche aggiornate al 10 maggio 2014.
| Stagione           | Squadra            | Campionato         | Campionato | Campionato | Coppe nazionali | Coppe nazionali | Coppe nazionali | Coppe continentali | Coppe continentali | Coppe continentali | Altre coppe | Altre coppe | Altre coppe | Totale | Totale |
| Stagione           | Squadra            | Comp               | Pres       | Reti       | Comp            | Pres            | Reti            | Comp               | Pres               | Reti               | Comp        | Pres        | Reti        | Pres   | Reti   |
| ------------------ | ------------------ | ------------------ | ---------- | ---------- | --------------- | --------------- | --------------- | ------------------ | ------------------ | ------------------ | ----------- | ----------- | ----------- | ------ | ------ |
| 1996-1997          | Atalanta           | A                  | 1          | 0          | CI              | 0               | 0               | -                  | -                  | -                  | -           | -           | -           | 1      | 0      |
| 1997-1998          | Atalanta           | A                  | 1          | 0          | CI              | 0               | 0               | -                  | -                  | -                  | -           | -           | -           | 1      | 0      |
| 1998-1999          | Atalanta           | B                  | 14         | 0          | CI              | 3               | 0               | -                  | -                  | -                  | -           | -           | -           | 17     | 0      |
| 1999-gen. 2000     | Atalanta           | B                  | 5          | 0          | CI              | 4               | 0               | -                  | -                  | -                  | -           | -           | -           | 9      | 0      |
| Totale Atalanta    | Totale Atalanta    | Totale Atalanta    | 21         | 0          |                 | 7               | 0               |                    | -                  | -                  |             | -           | -           | 28     | 0      |
| gen.-giu. 2000     | Empoli             | B                  | 14         | 2          | CI              | -               | -               | -                  | -                  | -                  | -           | -           | -           | 14     | 2      |
| 2000-2001          | Empoli             | B                  | 4          | 0          | CI              | 1               | 0               | -                  | -                  | -                  | -           | -           | -           | 5      | 0      |
| Totale Empoli      | Totale Empoli      | Totale Empoli      | 18         | 2          |                 | 1               | 0               |                    | -                  | -                  |             | -           | -           | 19     | 2      |
| 2001-2002          | Albinoleffe        | C1                 | 10         | 0          | CI-C            | 1               | 0               | -                  | -                  | -                  | -           | -           | -           | 11     | 0      |
| 2002-2003          | Albinoleffe        | C1                 | 33+3       | 3+1        | CI+CI-C         | 3+0             | 0               | -                  | -                  | -                  | -           | -           | -           | 39     | 0      |
| 2003-2004          | Albinoleffe        | B                  | 45         | 3          | CI              | 1               | 0               | -                  | -                  | -                  | -           | -           | -           | 46     | 3      |
| 2004-2005          | Albinoleffe        | B                  | 40         | 3          | CI              | 3               | 1               | -                  | -                  | -                  | -           | -           | -           | 43     | 4      |
| 2005-2006          | Albinoleffe        | B                  | 40+2       | 5+2        | CI              | 2               | 0               | -                  | -                  | -                  | -           | -           | -           | 44     | 7      |
| 2006-2007          | Rimini             | B                  | 40         | 0          | CI              | 2               | 0               | -                  | -                  | -                  | -           | -           | -           | 42     | 0      |
| 2007-2008          | Rimini             | B                  | 40         | 2          | CI              | 2               | 0               | -                  | -                  | -                  | -           | -           | -           | 42     | 2      |
| 2008-2009          | Rimini             | B                  | 25         | 0          | CI              | 1               | 1               | -                  | -                  | -                  | -           | -           | -           | 26     | 1      |
| 2009-2010          | Rimini             | 1D                 | 27+2       | 1          | CI+CI-LP        | 0               | 0               | -                  | -                  | -                  | -           | -           | -           | 29     | 1      |
| Totale Rimini      | Totale Rimini      | Totale Rimini      | 132+2      | 3          |                 | 5               | 1               |                    | -                  | -                  |             | -           | -           | 139    | 4      |
| 2010-2011          | Albinoleffe        | B                  | 27+2       | 2          | CI              | 1               | 0               | -                  | -                  | -                  | -           | -           | -           | 27     | 2      |
| 2011-2012          | Albinoleffe        | B                  | 19         | 1          | CI              | 2               | 0               | -                  | -                  | -                  | -           | -           | -           | 21     | 1      |
| 2012-2013          | Albinoleffe        | 1D                 | 28         | 1          | CI+CI-LP        | 0               | 0               | -                  | -                  | -                  | -           | -           | -           | 28     | 1      |
| 2013-2014          | Albinoleffe        | 1D                 | 27+1       | 1          | CI+CI-LP        | 1+0             | 0               | -                  | -                  | -                  | -           | -           | -           | 29     | 1      |
| Totale Albinoleffe | Totale Albinoleffe | Totale Albinoleffe | 269+8      | 19+3       |                 | 14              | 1               |                    | -                  | -                  |             | -           | -           | 291    | 23     |
| 2014-2015          | MapelloBonate      | D                  |            |            |                 |                 |                 |                    |                    |                    |             |             |             |        |        |
| 2015-2016          | Casazza            | Promozione         |            |            |                 |                 |                 |                    |                    |                    |             |             |             |        |        |
| Totale carriera    | Totale carriera    | Totale carriera    | 436+10     | 24+3       |                 | 27              | 2               |                    | -                  | -                  |             | -           | -           | 473    | 29     |

## Palmarès

### Club

#### Competizioni giovanili
- Campionato Primavera: 1

Atalanta: 1997-1998
- Trofeo Dossena: 1

Atalanta: 1997

#### Competizioni nazionali
- Coppa Italia Serie C: 1

Albinoleffe: 2001-2002